# Michel de L'Hospital
Michel de L'Hospital (Aigapersa, Alvèrnia, 1503 o 1507 - Belesbat, Illa de França, 13 de març de 1573) fou un escriptor i polític francès. Fou un polític que s'anticipà a la seva època; els partidaris dels hugonots l'anomenaven bon home, amant de la humanitat i pietós amb els seus consemblants; va creure durant un temps que podria dominar les passions de la cort i els excessos de la política apassionada, però la realitat el va convèncer que els seus esforços de conciliació i tolerància no trobaven ressò en les violències a què s'entregaven els d'una banda i l'altra.
La seva única filla es casà amb Nicolas Hurault, senyor de Bellébat i els seus descendents servaren el cognom L'Hospital.

## Biografia
El seu pare, Jean de L'Hospital, era vassall i metge del conestable de Borbó, el qual l'afavorí amb alguns beneficis. Quan el conestable lluità contra Francesc I de França i entrà al servei de l'emperador, el pare de L'Hospital seguí el de Borbó; però mai se'l va veure en el camp de Carles V del Sacre Imperi Romanogermànic per considerar-lo enemic del Regne de França.
Cursà estudis d'advocat en la Universitat de París i fou auditor del Tribunal de la Rota Romana en la cort pontifícia. Mort el conestable i mercès als bons oficis del cardenal Gabriel de Gramont, pogué L'Hospital retornar a França i exercir en els Tribunals de París la seva professió d'advocat.
L'Hospital es casà el 1537 amb la filla de Morin, lloc-tinent criminal, home complidor estricte dels seus deures i la qual viva fe el feu sever i intransigent en aquells temps de pertorbació religiosa. La seva pròpia filla, per indòcil a consciència envers el seu pare, se separà de la religió dels seus majors i abraçà el calvinisme, i L'Hospital, catòlic sincer, tingué per companya de la seva vida una adepta de la, llavors, secta proscrita, el que influí notablement en les seves idees, inclinant-se a la tolerància i en la seva política francament de concòrdia i transigència.

## Vida política

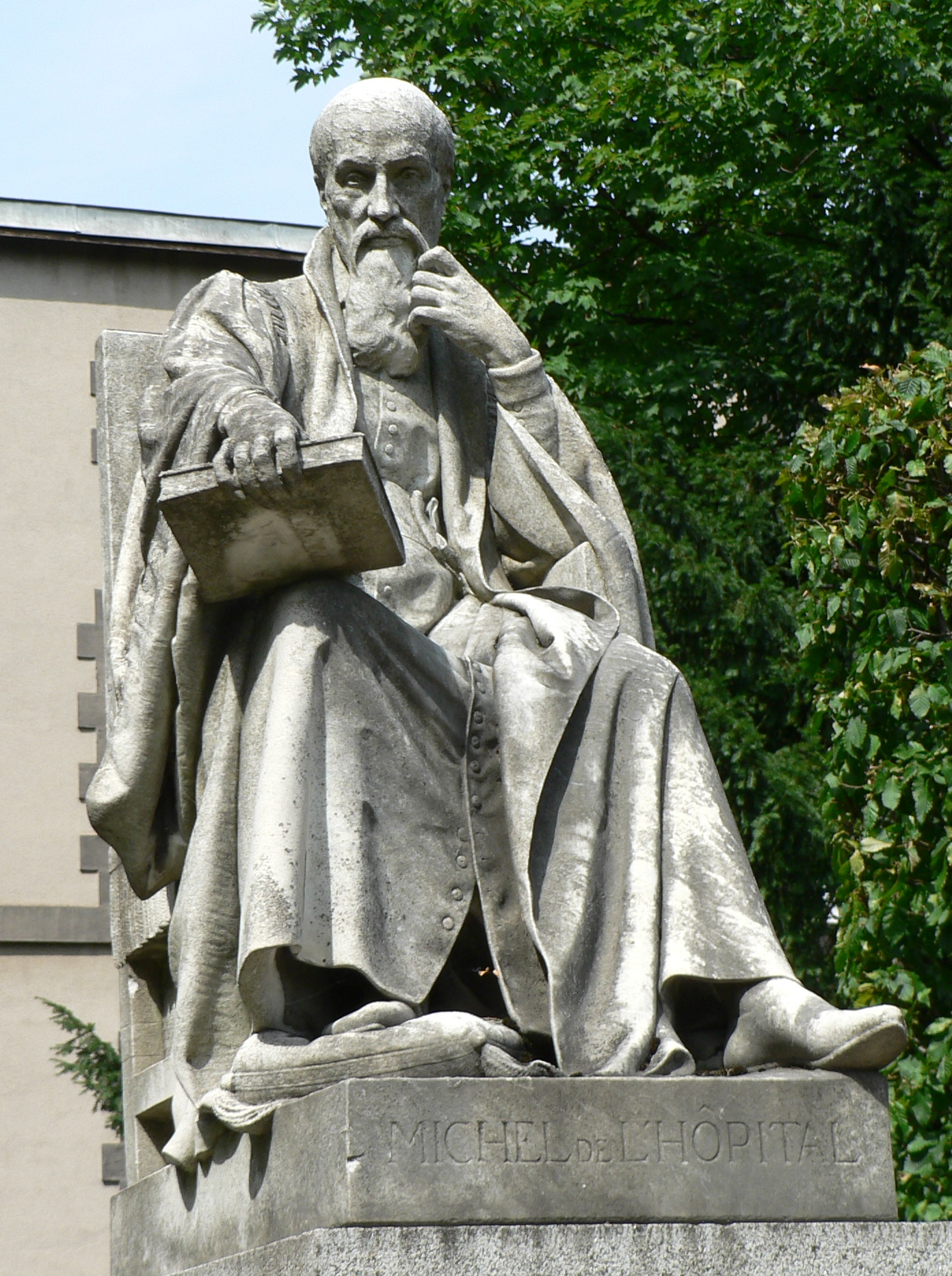
Monument a Michel de L'Hospital

Conseller en el Parlament de París, encarregat pel canceller Olivier d'una missió en el Concili de Trento reunit a Bolonya (1547), president del Consell de Margarida de Valois, germana d'Enric II de França, canceller de Berry, superintendent d'Hisenda i president del Tribunal de Contes (1554); per acabar, Caterina de Mèdici l'anomenà canceller de França a la mort de François Olivier (1560).
L'ambició dels Guisa, la pèssima administració del regnat d'Enric II, la manca de voluntat d'un rei dèbil i malaltís i les lluites polítiques i religioses que ensangonaren el sol de França durant molts anys, aconsellaven que al capdavant dels negocis públics es trobés un home íntegre, hàbil i prudent capaç de dominar les desbordades passions. L'Hospital acceptà la pesada càrrega amb fermesa, disposat a desenvolupar una política d'alta tolerància i conciliació.

## La Inquisició
Sota els auspicis del cardenal de la Lorena, es tractava d'introduir a França la Inquisició, però el canceller s'oposà enèrgicament a tal innovació; promulgà l'Edicte de Romoratin, regulant la jurisdicció eclesiàstica, i impedí la implantació d'aquell Tribunal (1560). Invocà l'ajuda dels Estats generals per assolir la pau religiosa, i per a preparar-la reuní a Fontainebleau una assemblea de notables, en la qual dos prelats, l'arquebisbe de Viena i el bisbe de Valença, inspirant-se en l'Evangeli, desaprovaren les persecucions dels Guisa. Aquests no gosaren oposar-se al que havien dit els mitrats, i L'Hospital triomfà, ja que en l'edicte que convocà els Estats suspenia les persecucions per culpes d'heretgia.
Els calvinistes es revoltaren en el Migdia, i el canceller, restà pesarós en veure el malament que li corresponien aquells pels quals intercedia, procurà davant els Estats reunits a Orleans lligar voluntats, convidant als tres ordres que abandonessin les seves diferències i que canviessin els diversos noms dels seus partits pel bell nom de cristians. Els seus esforços foren en va i procurà consolar-se d'aquesta derrota política reformant els Tribunals i la policia.

## Estats Generals
En obrir-se els estats generals, el príncep de Condé fou pres i condemnat a mort, devent la seva vida a què es negà a signar la sentència pronunciada per una Comissió judicial. A principis de 1561 promulgà la cèlebre Ordenança d'Orleans, reemplaçant en els Tribunals a l'element militar pels jurisconsults, i abolint el Concordat de Francesc I, aconseguí a l'adveniment del nou rei Carles IX cartes reials donant la llibertat als presos per causes religioses; convocà el Col·loqui de Poissy (agost de 1561), en el que tractà inútilment de reconciliar els partits; s'oposà a l'excomunió llençada contra la reina de Navarra; reuní nous Estats a Pontoise i Saint-Germaine i concedí als protestants el dret d'exercir el seu culte fora de les ciutats. Les matances de Vassy (1 de març de 1562) destruïren l'obra pacífica del canceller; el Papa demanà la seva destitució, i malgrat que Caterina es negà a fer-ho, L'Hospital es retirà a les seves terres de Vignay.

## Retorn a la cancelleria
Signada la Pau d'Amboise després de l'assassinat del duc de Guisa (1563), tornà el canceller a encarregar-se del govern, creant el Tribunal de Comerç a París (novembre de 1563), ordenant que l'any comencés el gener i adherint-se a l'oposició del Parlament que impedia la publicació a França dels acords del Concili de Trento (1564).
Per consell seu el jove rei realitzà un viatge per a conèixer les necessitats dels seus súbdits; feu proclamar-lo major d'edat per a evitar la dominació de Condé (1565); publicà l'edicte de Moulins (1566) i després el Tractat de Longjumeau (2 de març de 1568). Caterina, influïda pel duc d'Alba, allunyà del govern als que fins llavors l'havien aconsellat una política de prudència i tolerància. L'Hospital conegué la seva derrota i es retirà al camp amb la seva família, entregant abans els segells a Jean de Morvillier.

## Fi de vida i carrera
En la massacre del dia de Sant Bartomeu la casa del canceller es va veure envoltada de conjurats, als quals anava a obrir les portes quan arribaren les tropes enviades per Caterina per protegir-lo i atorgar-li un perdó que ell declarà no comprendre. El febrer de 1573 l'obligaren a dimitir del càrrec de canceller; fou l'últim cop, ja que el mes següent a cas de la seva filla, també salvada de la matança de Sant Bartomeu pels ducs de Guisa.

## L'Hospital, escriptor
A més, fou, un escriptor d'estil vigorós, sobri, d'elevats pensaments impregnats de profunda tristesa. Les seves obres foren publicades pel seu net el 1585, a Amsterdam el 1732 i per Dufey amb el títol d'Oeuvres complètes el 1824 a 1826; la seva Vida fou narrada per Levesque de Poully i per Villemain, i el seu Elogi pronunciat per l'abat Remi, Condorcet, Guibert, etc.